# 田中隆造
田中 隆造（たなか たかぞう、1908年5月4日 - 1989年3月3日）は、日本の実業家。元阪神電気鉄道社長。元阪神タイガースオーナー。

## 来歴・人物
香川県三豊郡和田村（現 観音寺市豊浜町）出身。旧制香川県立三豊中学校、旧制第六高等学校を経て、京都帝国大学法学部法律学科卒業。
1921年（大正10年）三豊中学に入学。在学中は、実技が出来ないにもかかわらず、野球への趣味は相当強いものがあり、少ない対外試合にも熱心に観戦に出掛けていた。当時の野球部長の目に留まり、4年生の時に半ば強制的にマネージャーとなる。同野球部には、第6回全日本都市対抗野球大会優勝投手の木村秀一（全神戸）が在籍していた。
1933年（昭和8年）京都帝国大学卒業後、阪神電気鉄道に入社。第二次世界大戦中は、阪神工業地帯の動脈を成す鉄道輸送の責任者として、輸送力の確保に挺身する。戦後、民間鉄道中最も痛手の大きな損害を受けた当社を他社に遅れることなく輸送整備の復興に全力を傾注した。1954年（昭和29年）当時世界最高水準の新型車両（阪神3011形電車）による大阪と神戸間のノンストップ特急運転を実現する。
1957年（昭和32年）同社常務に昇任。人事労務の担当として労使関係の安定と労働慣行の育成に寄与。業界に於ける労働問題の第一人者として中央労働委員会委員も務める。1978年（昭和53年）同社社長に就任。オイルショック後の困難な経済環境の中で阪神グループの結束と近代化並びに効率化の推進を強力に行った。朝日放送取締役を兼任。
1979年（昭和54年）から1984年（昭和59年）まで阪神タイガースオーナーを務める。1984年シーズン終了後、吉田義男を再び阪神タイガース監督に招聘を行い、オーナーを辞任。この時球団社長だった小津正次郎には「ワシも辞めるからおまえも辞めろ」と迫り、結局小津も社長を辞任している。翌年の1985年（昭和60年）に阪神タイガースが、初の日本一に輝いた。
1989年（平成元年）3月3日死去。享年80。

## 略歴
- 1930年 - 第六高等学校卒業
- 1933年 - 京都帝国大学法学部法律学科卒業
- 1933年 - 阪神電気鉄道入社
- 1946年 - 阪神電気鉄道運輸部長
- 1952年 - 阪神電気鉄道取締役
- 1957年 - 阪神電気鉄道常務取締役
- 1965年 - 阪神電気鉄道専務取締役
- 1973年 - 阪神電気鉄道取締役副社長
- 1978年 - 阪神電気鉄道取締役社長
- 1979年 - 阪神タイガースオーナー
- 1982年 - 阪神電気鉄道取締役会長
- 1988年 - 阪神電気鉄道相談役

## 座右の銘
PUT　YOURESELF　INTO　HIS　POSITION
他人の立場の尊重も亦勝れた社会人の必須条件であることも忘れてはならない。

## 栄典
- 1969年 - 藍綬褒章
- 1983年 - 勲二等瑞宝章

## 受賞歴
- 1966年 - 運輸大臣表彰